# Nedosažitelný kardinál
Nedosažitelný kardinál je matematický pojem z oblasti teorie množin (kardinální aritmetiky). Patří mezi velké kardinály.

## Definice
Nedosažitelný kardinál je takové kardinální číslo {\displaystyle \kappa }, které je nespočetné, regulární a silně limitní (tj. pro každé {\displaystyle \,\lambda <\kappa } je také {\displaystyle \,2^{\lambda }<\kappa }).

## Vlastnosti
Zřejmě nedosažitelný kardinál je slabě nedosažitelný. Za předpokladu zobecněné hypotézy kontinua je kardinál nedosažitelný právě když je slabě nedosažitelný.

### Nedosažitelnost
Nedosažitelný kardinál nelze zdola dosáhnout pomocí operace kardinálního následníka, pomocí sjednocení (resp. suprema) menšího počtu menších kardinálů, ani pomocí operace mohutnost potence z menšího kardinálu. Jeho nedosažitelnost je tedy ještě o něco větší než u kardinálu slabě nedosažitelného.

### Vztah ke stacionárním množinám
Definujme {\displaystyle \Gamma (\alpha )=2^{<\aleph _{\alpha }}} (viz funkce alef, slabá kardinální mocnina). Pak kardinál je nedosažitelný, právě když je regulární a zároveň je pevným bodem funkce {\displaystyle \Gamma }.
Navíc pro každý nedosažitelný kardinál {\displaystyle \kappa }, je množina {\displaystyle \,\{\lambda <\kappa ;\lambda } je pevný bod funkce {\displaystyle \,\Gamma \}} uzavřená neomezená (v {\displaystyle \kappa }) a tedy stacionární.